# Jean-Baptiste Oudry

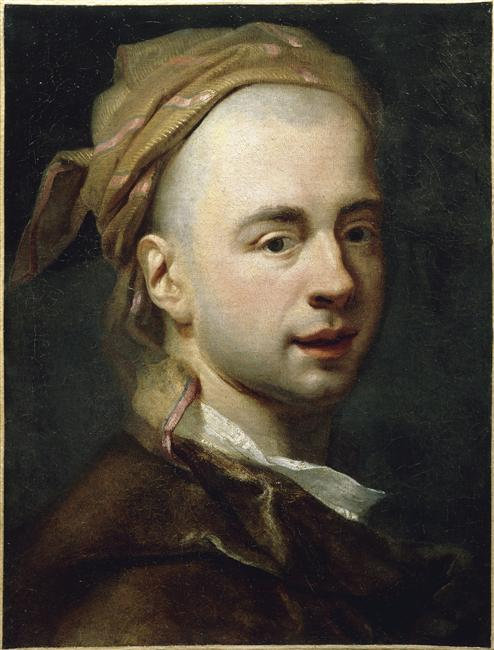
Jean-Baptiste Oudry, Selbstporträt

Jean-Baptiste Oudry (* 17. März 1686 in Paris; † 30. April 1755 in Beauvais) war ein französischer Maler.

## Leben
Jean-Baptiste Oudry erhielt seine Ausbildung zunächst von seinem Vater, der als Maler und Gemäldehändler tätig war. Danach studierte er fünf Jahre im Atelier des Porträtmalers Largillière. 1719 wurde er Mitglied der Académie royale de peinture et de sculpture in Paris und 1724 Hofmaler des französischen Königs Ludwig XV. 1734 wurde er zum Direktor der Tapisserie-Manufaktur von Beauvais ernannt, die er durch die Einbeziehung von Künstlern wie François Boucher neu begründete.  Zwei Jahre später wurde er Leiter der Gobelin-Manufaktur in Paris. Die Überwachung der gesamten Wandteppichproduktion gab Oudry erheblichen Einfluss auf die französische dekorative Kunst seiner Zeit. er selbst hatte ein großes Atelier und hatte viele Aufträge. Zu seinen Kunden gehörten Zar Peter der Große von Russland und die Königin von Schweden. 1743 wurde er zum Professor an der Académie royale berufen.
Anfangs arbeitete er als Porträtmaler, widmete sich aber seit etwa 1715 überwiegend der Stillleben- und Tiermalerei. Seine dekorativen Werke kamen in mehrere königliche Schlösser. Zu seinen bekannten Werken gehört die Darstellung des Königs Ludwig XV. mit einer Jagdgesellschaft zu Pferd und von vielen Jagdhunden umgeben.

## Oudrys Werke in Schwerin und Ludwigslust
In Deutschland wurde Herzog Christian Ludwig II. von Mecklenburg-Schwerin zu einem der größten Liebhaber und Sammler der Werke Oudrys. Ab 1732 bekam Oudry Aufträge von Christian Ludwig II. Die Staatlichen Schlösser, Gärten und Kunstsammlung Mecklenburg-Vorpommern verfügt heute über die weltweit größte Sammlung seiner Bilder. Diese besteht aus 34 Gemälden und 43 Zeichnungen, darunter Die Befreiung des Petrus sowie Stillleben, Blumen, Küchen- und Fruchtstücke, Tierkämpfe, zahme und wilde Tiere, wie das zu Oudrys Zeit in Europa ausgestellte, zahme Rhinozeros „Clara“, das er 1749 gemalt und im Pariser Salon ausgestellt hatte, oder ein Atlaslöwe (Vertreter einer heute ausgestorbenen Unterart des Löwen). Ein Teil war zunächst in der Dauerausstellung des Staatlichen Museums Schwerin gezeigt worden und ist seit dem Frühjahr 2016 im restaurierten Ostflügel des Schlosses Ludwigslust zu sehen. Das großformatige Ölbild „Rhinozeros“ (306 × 453 cm) wird nach Abschluss der Restaurierung auch des Westflügels ebenfalls im Ludwigsluster Schloss zu sehen sein.
Christian Ludwig II. hatte dreizehn kolossale Tiergemälde, die hauptsächlich Tiere aus dem königlichen Tiergarten in Versailles in einer Fantasieumgebung zeigen, zur Bebilderung der fürstlichen Menagerie 1750 erworben. Oudry hatte für diese Gemälde Zeichnungen und Farbstudien im königlichen Zoo angefertigt, um die Tiere im Atelier möglichst naturalistisch und teilweise in Lebensgröße ausführen zu können. Einige dieser Gemälde wurden jedoch in der Mitte des 19. Jahrhunderts für gut 150 Jahre eingerollt und teilweise geknickt in einem Magazin gelagert. Im Jahr 2003 wurden drei dieser Riesengemälde nach Los Angeles, Kalifornien, gebracht und in einem gemeinsamen Projekt des Staatlichen Museums Schwerin und des Getty Conservation Centers restauriert. Die Arbeiten dauerten vier Jahre. Im Jahr 2007 wurden sie zusammen mit anderen Tiergemälden des Malers unter dem Titel Oudry's Painted Menagerie mit großem Erfolg im Getty Center in Los Angeles und im Museum of Fine Arts in Houston, Texas, gezeigt. 300.000 Besucher sahen die Ausstellungen. 2008 kehrten die Gemälde nach Schwerin zurück und wurden dort im Frühjahr und Sommer 2008 in einer Ausstellung präsentiert, die von September 2008 bis Januar 2009 in der Kunsthalle Tübingen zu sehen war.

## Werksauswahl

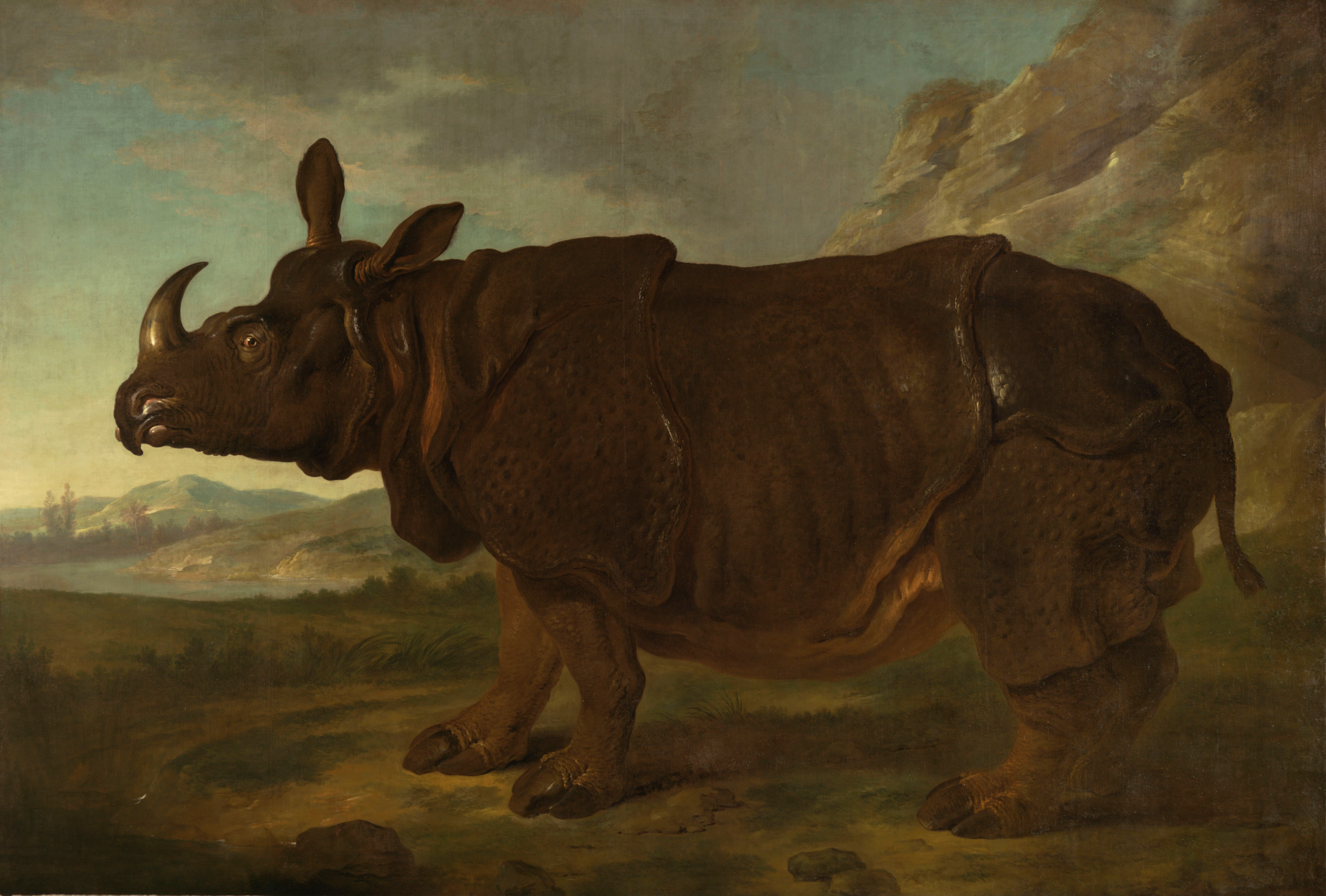
Das Nashorn Clara in Paris 1749

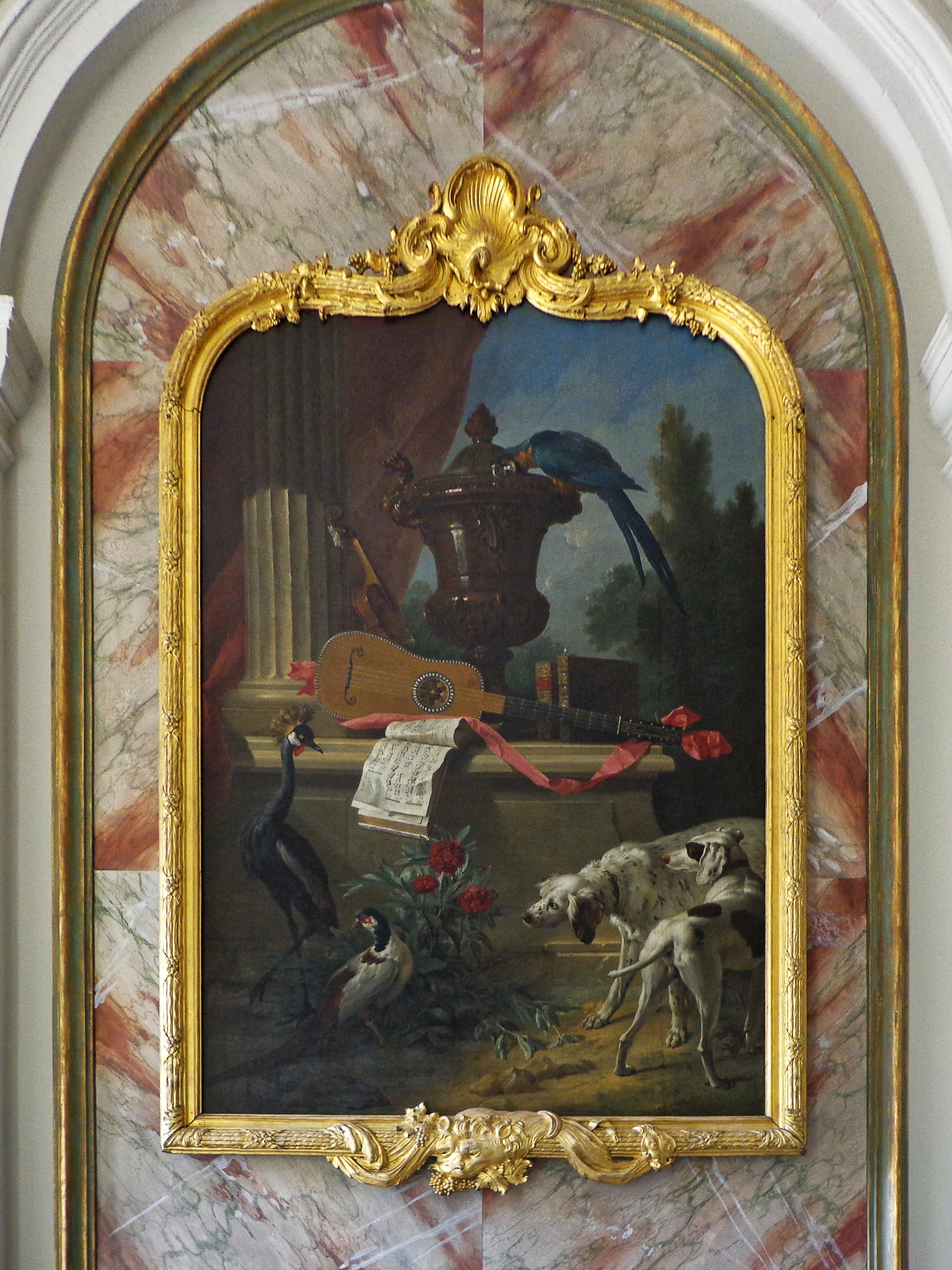
Szene mit Vögeln und Hunden, 1742

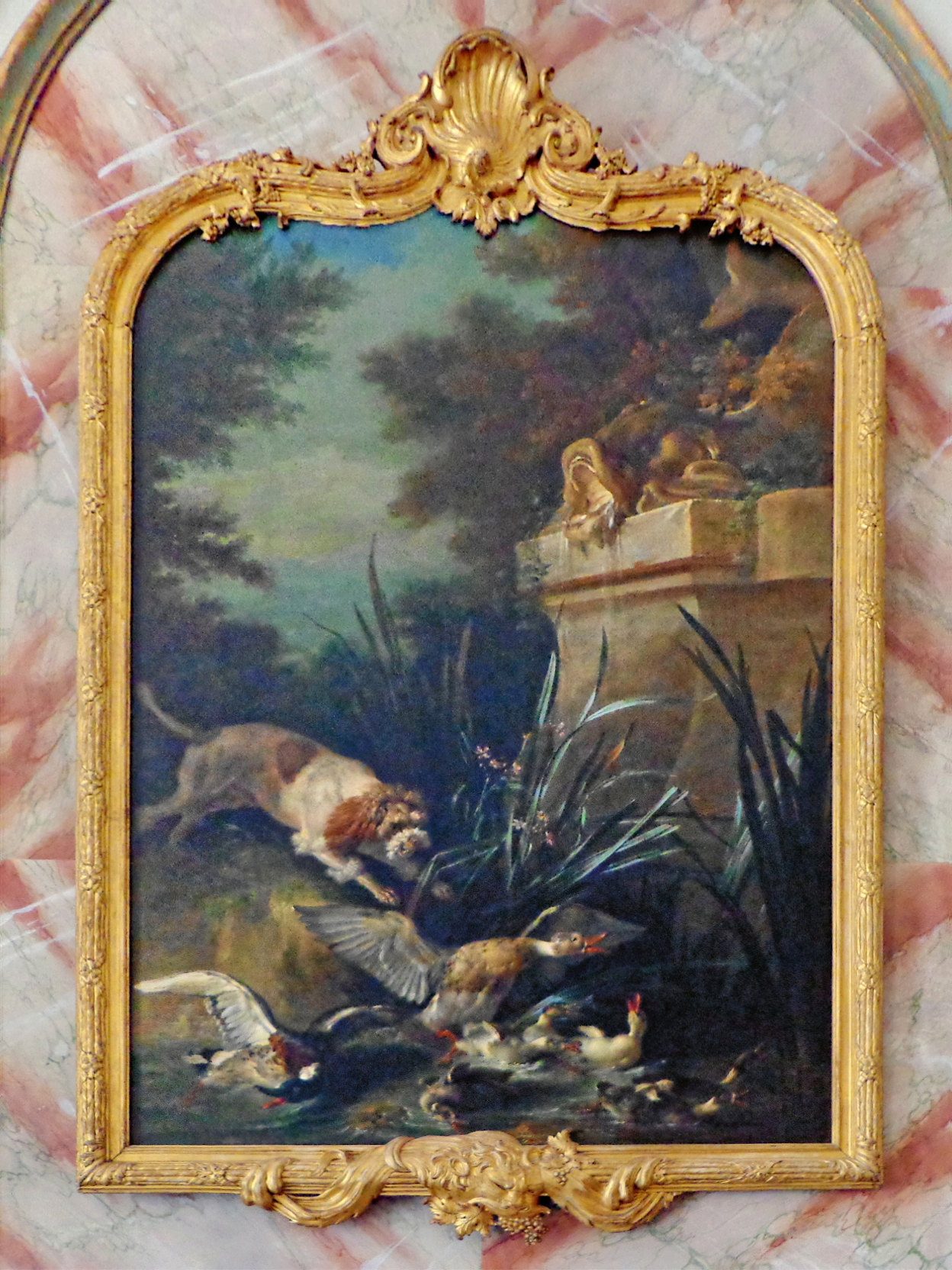
Szene mit Vögeln und Hunden, 1742

- Aquädukt von Arcueil, 1745, Kreidezeichnung, 42 × 47 cm. Paris, École des Beaux-Arts.
- Bildnis eines Jägers, 1743, Leinwand, 225 × 120 cm. Paris, Musée des Arts Décoratifs.
- Bizarrer Kopf eines vom König erlegten Hirsches, 1741, Leinwand, 115 × 70 cm. Fontainebleau (Seine-et-Marne), Château.
- Das erlegte Wildschwein, 1730, Leinwand, 149 × 181 cm. Schwerin, Staatliches Museum, Gemäldegalerie.
- Der Pachthof, 1750, Leinwand, 130 × 212 cm. Paris, Musée National du Louvre.
- Die fünf Sinne (fünf Leinwandgemälde), 1749, Leinwand, je 150 × 80 cm. Beauvais, Manufaktur.
- Die Jagden Ludwigs XV. (neun Gemälde), 1733–44, Leinwand. Fontainebleau (Seine-et-Marne), Château.
- Die Windhündinnen des Königs, 1728, Leinwand, 130 × 160 cm. Fontainebleau (Seine-et-Marne), Château.
- Ende der Wolfsjagd, 1725, Leinwand, 175 × 196 cm. Chantilly (Oise), Musée Condé.
- Ernte und Weinlese (Tondo), 1740, Leinwand, Durchmesser 78 cm. Versailles, Grand Trianon.
- Salon Oudry, Schloss Condé (Aisne).
- sieben Jagdstücke, Weißensteinflügel, Kassel.
- zwei Szenen mit Vögeln und Hunden, 1742, Palais Rohan (Straßburg)
- Stillleben mit Violine, undatiert, Öl auf Leinwand, 87 × 102 cm, Musée du Louvre, Paris

## Trivia
Jean-Baptiste Oudry wurde 2017 im Rahmen der Serie „Schätze aus deutschen Museen“ eine 70-Cent-Briefmarke gewidmet, die das Bild „Pfefferfresser, Jungfern- und Haubenkranich“ zeigt.